# Acta Protozoologica
Acta Protozoologica là một tạp chí khoa học và công nghệ của Ba Lan, do Nhà xuất bản Đại học Jagiellonian xuất bản. Tạp chí là nơi đăng các công trình nghiên cứu tập trung vào các vấn đề chính của nguyên sinh học và sinh học tế bào của sinh vật nhân thực (Eukaryote) bao gồm: quá trình hóa sinh và sinh học phân tử, phát triển, sinh thái học, di truyền học, ký sinh trùng học, sinh lý học, quang sinh học, hệ thống học và phát sinh loài, và siêu cấu trúc của chúng. Tạp chí xuất bản bằng tiếng Anh và tiếng Ba Lan, một năm có 4 tập. Tất cả các bài báo trên tạp chí đều được truy cập miễn phí trên cơ sở Truy cập Mở (Open access).

## Mã số xuất bản
- ISSN: 0065-1583 (bản in)
- eISSN: 1689-0027 (bản điện tử)
- GICID: 71.0000.1500.4195
- DOI: 10.4467
- Nhà xuất bản: Đại học Jagiellonian
- Nhóm chuyên môn: Vi trùng học

## Chỉ số ảnh hưởng
- Chỉ số IF (Impact Factor) năm 2019: 0.556[2]
- Chỉ số ảnh hưởng của từng bài báo (Article infulence) năm 2019: 0.287[2]
- Chỉ số SJR (Scimago Journal Rank) năm 2019: 0.258[2]
- Chỉ số SNIP (Source Normalized Impact per Paper) năm 2019: 0.238[2]
- Chỉ số Scopus CiteScore năm 2019: 1.3[2]
- Chỉ số H Index năm 2019: 35[3]
- Danh mục tạp chí SCIE năm 2019: Nhóm Q2[3]
- Điểm khoa học theo Bộ Giáo dục và Đào tạo Đại học Ba Lan: 40
- Tạp chí Acta Protozoologica được lập chỉ mục trích dẫn khoa học ở các cơ sở dữ liệu: ICI Journals Master List/ICI World of Journals, Scopus, Worldcat, BIOSIS Preview/BIOSIS, EBSCO, ISI Web of Science (WoS), Zoological Record, Cambridge Scientific Abstracts (CSA, Proquest), ERIH Plus, Genamics, ZBD, AGRO, Biological Abstracts, Google Scholar[2].

## Ban biên tập

### Tổng biên tập
Krzysztof Wiąckowski

### Đồng biên tập
Janusz Fyda
Małgorzata Prajer

### Biên tập kỹ thuật
Jadwiga Makowiec

### Biên tập viên báo điện tử
Natalia Wójcik